# Башо (Алберта)
Башо (енгл. Bashaw /ˈbæʃɔː/) је малена варошица у канадској провинцији Алберта, у оквиру статистичке регије Централна Алберта. Варошица се наази на раскрсници провинцијских ауто-путева 21 и 53. 
Варошица је раније била позната као велики произвођач квалитетних сирева, међутим млекара која се том производњом бавила је затворена 2002. године. 
Према подацима пописа становништва из 2011. у вароши су живела 873 становника што је повећање од 77 становника (или 9,7%) у односу на попис из 2006. године.
Са површином територије од свега 2,84 км² просечна густина насељености 2011. износила је 306,9 ст/км².
У близини вароши се налазе језера Ред Дир и Бафало.

## Становништво
| 2006. | 2011. |
| ----- | ----- |
| 796   | 873   |